# Júlio César da Silva
	Júlio César da Silva (Bauru, 1963. március 8. –) brazil válogatott labdarúgó.

## Pályafutása

### Klubcsapatban
A pályafutását 1979-ben kezdte a Guaraniban. 1986-ban a mexikói világbajnokságot követően Franciaországba költözött. 1986 és 1987 között a Stade Brest, 1987 és 1990 között a Montpellier HSC csapatában szerepelt. 1990-ben Olaszországba szerződött a Juventushoz, mellyel 1993-ban megnyerte az UEFA-kupát. 1994-ben a Borussia Dortmundhoz igazolt. 1995-ben és 1996-ban a bundesligát, 1997-ben az UEFA bajnokok ligáját nyerte meg a Dortmund színeiben, bár a Juventus elleni döntőben sérülés miatt nem lépett pályára. 1999-ig volt a klub játékosa, annak ellenére, hogy 1998-ban a Botafogónak, 1999-ben pedig a görög Panathinaikósznak adták kölcsön. Az 1999–2000-es szezonban a Werder Bremenben játszott, majd azt követően hazatért Brazíliába a Rio Branco együtteséhez, ahonnan 2001-ben visszavonult.   

### A válogatottban
1986 és 1993 között 13 alkalommal szerepelt a brazil válogatottban. Részt vett az 1986-os világbajnokságon és az 1987-es Copa Américán.

## Sikerei, díjai
Montpellier
- Francia kupa (1):  1989–90

Juventus
- UEFA-kupa (1):  1992–93

Borussia Dortmund
- Német bajnok (5): 1994–95, 1995–96
- UEFA-bajnokok ligája (1): 1996–97
- Interkontinentális kupa (1): 1997
- Német szuperkupa (4): 1995, 1996

Brazília